# NGC 3546
NGC 3546 este o galaxie lenticulară situată în constelația Cupa. A fost descoperită în 1886 de către Frank Muller. Se află la o distanță de 61,09 de megaparseci de Pământ.